# Silvino Fusati
Silvino Fusati (Venezia, 16 gennaio 1968 – Forlì, 19 ottobre 2020) è stato un cestista italiano.

## Carriera
Ha militato in Serie A1 con la Filanto Forlì e la Fantoni Udine.